# لويز ليهزن
جوانا كلارا لويز ليهزن (بالألمانية: Louise Lehzen) ولدت في الثالث من أكتوبر عام 1784)، توفيت في التاسع من سبتمبر عام (1870)، ’عرفت باسم البارونة لويس ليهزن.
شغلت كلارا منصب جليسة الأطفال، ولاحقا منصب رفيقه للملكة فيكتوريا ملكة المملكه المتحدة. ولدت كلارا لقس لوثري في هانوفر، وفي عام (1819) أصبحت ضمن عائلة الأميرة فيكتوريا ماكس كوبورغ «دوقه كينت» وزوجها الأمير إدوارد أغسطس «دوق كينت والاسترثن». وبعد خمس سنوات أصبحت ليهزن مربية لطفلتهم الوحيدة «الأميرة فيكتوريا».
أصبحت ليهزن الحصن المنيع للأميرة فيكتوريا والتي نشأت في وسط عائلة هيمنت من خلال تطبيق نظام «الكنسينجتون» والذي ينفذ من خلال الدوقة ومراقبها السير جون كونروي.
كتب مؤرخ القرن العشرين كريستوفر هيبرت مقولة لليهزن يصف فيها مدى تأثير ليهزن على شخصية فيكتوريا قال فيها «عزيزتي الجميلة ليهزن قريبا ستحل محل الأخرين في عيون الأميرة فيكتوريا بما في ذللك والدتها».
أصبحت فيكتوريا تحتل المكانة الثانية في ترتيب ولاية العرش عام (1827)ـ لذللك قام المللك جورج الرابع في وقت لاحق من ذلك العام بمنح ليهزن لقب البارونة لمملكة هانوفر، لمنع الأميرة فيكتوريا من الاختلاط بالعامه.
شجعت ليهزن الأميرة فيكتوريا بأن تكون ذات شخصية قوية وذات خبرة وأن تستقل عن تأثير الدوقة والكونروي مما أدى إلى نشوب خلاف بينها وبين الدوقة والكنروي.
كما بائت بالفشل كل محاولات الإطاحة بالمربية التي لاقت دعماً من جورج الرابع وشقيقه وليام الرابع، وعم فيكتوريا ليوبولد الأول لبلجيكا.عندما أصبحت فيكتوريا ملكة عام (1837)ـ أصبحت ليهزن بمثابة السكرتيرة الخاصة غير الرسمية والتي تتمتع بسكن فخم مجاور للملكة فيكتوريا. بزواج فيكتوريا من الأمير ألبرت عام (1840) طرأت تغيرات كبيرة داخل العائلة المالكة، فالعلاقة بين ليهزن والأمير ازدادت سوءا خاصة بعد مرض الأميرة رويال مما تسبب في إقالة ليهزن من منصبها.
وعلى الرغم من أن العلاقة القريبة بين الملكة فيكتوريا وليهزن وصلت إلى نهايتها إلا أنهم واصلوا كتابة الخطابات إلى بعضهم البعض. قضت ليهزن سنواتها الأخيرة في هانوفر، كانت تعيش من راتبها السخي إلى أن وافتها المنية عام (1870). كتب المؤرخ رينولدز أن ليهزن كان لها تأثير كبير علي شخصية فيكتوريا، خاصة بإمدادها قوة الإرادة للبقاء علي قيد الحياة في طفولتها المضطربة وشبابها كأميرة.

## عائلتها وحياتها السابقة
ولدت جوانا كلارا ليهزن في الثالث من أكتوبر عام (1784) في هانوفر، كانت الأصغر سنا بين أشقاءوها البالغ عددهم سبع بنات وولدين لقس لوثري يواخيم فريدريش ليهزن وزوجته مليزن بالم.
فقد أجبرت الظروف ليهزن بأن تعمل في سن صغير من أجل أن تحيا حياة كريمه، وعندما تم توظيف ليهزن من قبل عائله المانيه ارستقراطيه تدعي فون مرنهولز، اكتسبت خبرات عالي المستوي. وبحكم هذه الخبرات أصبحت ليهزن فرد ضمن عائله ألاميره فيكتوريا ساكس كوبورغ في سالفد في ديسمبر عام (1819).حيث شغلت ليهزن منصب مربيه لمده 12 عاما للأميره فودورا اوف لينجن ابنة الأميره من زوجها الأول الأمير لينجن. فقد تزوجت الأميره فيكتوريا من الأمير إدوارد أغسطس، دوق الكينت والأسترسن حيث كان في هذا الوقت في الترتيب الرابع لولايه العرش البريطاني. انتقلت ليهزن والاسره كامله إلي إنجلترا في عام (1817) من أجل ان يولد طفل الدوقه هناك ولأجل تعزيز مطالبة ولاية الطفل علي العرش. ولكن كان المولود بنت ’سميت «الاسكندريه فيكتوريا». بعد والدتها ووالدها الجيد الكسندر الأول لروسيا نشبت الأميره لتصبح الملكة فيكتوريا.

## معلمة الأميرة فيكتوريا

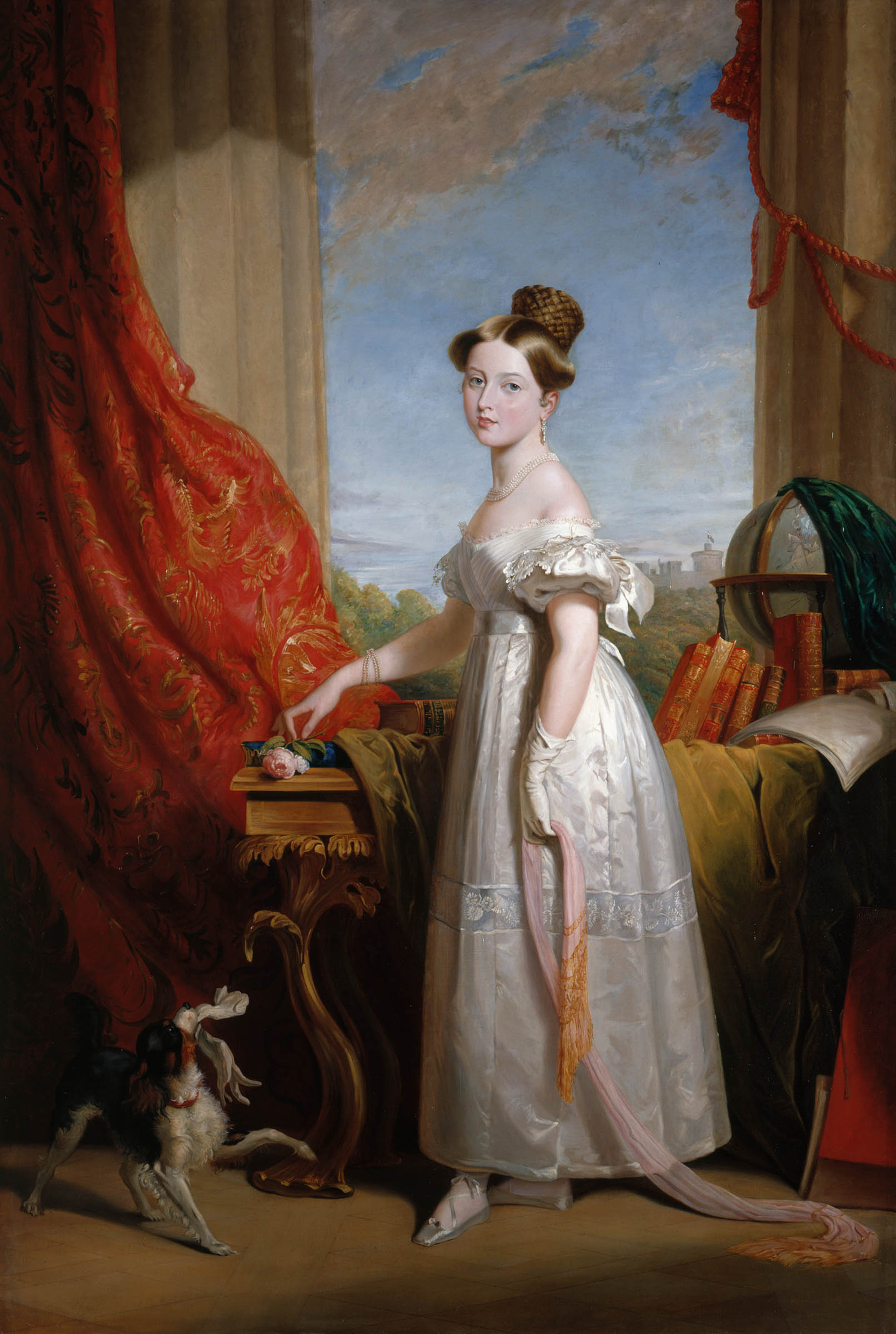
الأميرة فيكتوريا معها داش(الكلب الصغير) في لوحة للرسام جورج هايتر، 1833

كان موت دوق الكينت فجاءة عام (1820), والذي لحق بوالده المللك جورج الثالث، حينئذ تولي الولاية عم فيكتوريا الامير ريجنت مثل جورج الرابع، وفي ذللك الوقت أصبحت فيكتوريا في المرتبة الثالثه للتويج.بعد تولي اعمامها دوق يورك ودوق كلارنس الذان تخطو منتصف العمر وليس لديهم ورثه شرعين ومن المحتمل ان تكون هي الوريثه الشرعيه في نهاية المطاف، اضطرت فيكتوريا للتعلم من أجل ذللك.
أصبحت فودرا لديها 14 عاما ولم تعد بحاجه إلي اهتمام المربيه، بعد إقالة المربيه مس بروك والمعروفه دائما باسم ليزهن بين العائلة والتي اعتنت بيفكتوريا لمدة خمسة أعوام (1824). قامت الدوقه ومراقبها السيد جون كونروي بتعين ليهزن ليس فقط لكونها ألمانيه فضلا عن إنها إنجليزيه ولكن أيضا لاعتقادهم أنها ليست من المحتمل أن تعمل بشكل مستقل عن رغباتهم.
وصف مؤرخ القرن العشرين كريستوفر هيبرت ليهزن بأنها امرأة وسيمه رغم أنفها وذقنها المدبب، ذكية وعاطفية لكنها تفتقر الى روح الدعابة. كان هيبرت في بادئ الأمر يخشى أسلوب ليهزن الصارم فقد كتب هيبرت هذه المقوله لها:"عزيزتي الجيده ليهزن، قريبا ستحتل مكانة في قلب فيكتوريا وستحل محل الأخرين بما في ذللك والدتها دوقه الكينت".

شجعت ليهزن الأميره بأن تتوخى الحذر من والدتها وأصدقاء والدتها وأن تحافظ على استقلالها. كانت ليهزن مربيه، لا تهتم بالمال، ولا تفتقر إلى الطموح، لكنها كرست حياتها وطاقتها لأجل الأميرة، فقد كانت فيكتوريا في كتاباتها الخاصة تدعو ليهزن «بأمي» وعزيزتي «ديزي»، ويكمل هيبرت كلامه بأن ليهزن كانت أفضل صديقة حنونة، مخلصة، مقربة ونزيهة.

كجزء من سيطرة نظام كنسينغتون في لندن المتبع من قبل كونروي، بعد عام (1824) كانت فيكتوريا برفقه ليهزن طيله الوقت وبناء على ذلك لم يسمح لليهزن بأن تتخلى عن فيكتوريا حتى بعد إقالتها من قبل الدوقه في منتصف الليل وأيضا طلب منها بأن تتمسك بيد الأميرة عند نزولها الدرج.

## البارونة ليهزن
في عام (1827) توفي دوق اليورك مما جعل دوق الكلارنس وريثا افتراضيا، وأيضا جعل فيكتوريا في المرتبة الثانية لولايه العرش.زعم السر كونروي بأن الأميره لا يليق بها أن تختلط بالعامه، مما جعل جورج الرابع يتجنب كلا المنصبين، لذللك أصبحت ليهزن بارونه لمملكة هانوفر. وفي عام (1830) توفي جورج الرابع وتولى العرش من بعده أخوه دوق كلارنس والذي صار معروفا باسم الملك ويليام الرابع. أدرك وليام رسميا أن فيكتوريا أصبحت وريثته، وفي هذا التوقيت حدث حدث عظيم حيث قامت ليهزن بمراجعه نسخه من علم الانساب داخل إحدي كتب درس الأميره في هانوفر.وبعد تصفحها لفتره من الزمن جاءت فيكتوريا لتعلم أن والدها كان في المرتبة الثانية لتولي العرش بعد المللك وأن الملكة أديلايد لم يكن لديها أطفالا علي قيد الحياه.كانت هذه المرة الاولي التي تدرك فيها فيكتوريا المصير المفترض من قبل الكثيرين وأنهاكانت من المفترض أن تصير ملكة بريطانيا.بعد برهه من الصمت قالت فيكتوريا مقوله «سأكون جيده». هذه القصة تحولت الي اسطوره شعبيه من أجل الأجيال البريطانيه القادمه.
قام المللك وليام بتعين صديقته دوقه نورثمبر لاند كمرافقه رسميه ليفكتوريا في عام (1831), ولكن غالبا كان دورها رسميا واستمرت الأميره في اعتمادها علي ليهزن.تم إقاله الدوقه في (1837)من قبل والدة فيكتوريا دوقه كينت بسبب محاولتها لتكون أكثر تأثيرا علي تعليم فيكتوريا. وأثناء هذه الفترة لم تحصل ليهزن علي أي منصب رسمي في المحكمة؛ برغم أنها حصلت علي لقبها مؤخرا واستمر الوضع العام عقبه في حياتها.

## تعليم فيكتوريا
كانت رغبة كلا من الدوقه والكنروي بأن يجعلو فيكتوريا طوع رغبتهم والتي تم التحايل عليها من قبل ليهزن التي أرادات ان تكون مسئوليتها قويه وأن تكون امرأة واعيه. عندما أصبحت فيكتوريا فتاه كبيرة نشبت عده محاولات من قبل الكنروي والدوقه للاطاحه باليهزن أو على الأقل تقليل من نفوذها، بعض التخطيطات باءت بالفشل حيث أصبحت الأميره أكثر قربا عن ذي قبل كما هو واضح في مذكراتها. كانت الصديقه الحقيقة لليهزن داخل الأسرة البارونه سبث والتي اقيلت فجاءة في عام (1828)بناء علي أوامر الكنروي والدوقه.زعم أعضاء محكمة جورج الرابع بأن ليهزن ستكون القادمه في المغادرة ولكنها التزمت الصمت بشأن هذه القضية للحفاظ علي منصبها. وفي عام (1835)كتبت الدوقه خطابا صارما لأبنتها تحثها فيه علي ان تطور علاقتها وان تجعلها أكثر رسميا وأقل حميميا مع ليهزن. وفي نفس العام عندما كانت فيكتوريا في السادسه عشر من عمرها، كان هناك خطط لأقالة ليهزن ولكنها باءت بالفشل بعد تكريس وقتها في تمريض فيكتوريا لمده خمسه اسابيع من مرضها. ساعدت ليهزن فيكتوريا في رفضها التوقيع علي وثيقه أ’عدت لها من قبل الكنروي والدوقه يضمن فيها منصبه عندما ’تصبح فيكتوريا ملكه. اثناء فتره عملها كانت ليهزن بمثابه الدعم لجورج الرابع ووليام الرابع وأخر من أعمام فيكتوريا ليوبولد الأول لبلجيكا، فجميعهم يعرفون أن ليهزن تعتبر بمثابه الطاقة «لصحه وسعاده الأميره» وأيضا يعرفون إستمراراها في مقاومه تأثير الكونروي.
تلقت فيكتوريا تعليمها من ليهزن والذي كان تعليما بدائيا ولكنه قويا.وعلي عكس التوجيهات السائده في هذا الوقت كانت ليهزن بمثابه المرشد المعلم، كماشجع ديفيز واخرون فيكتوريا بنجاح بأن تستمتع في اكتساب المعرفة. وضع ديفيز في مخططه تعليم فيكتوريا الأقسام الصعبه، بينما ليهزن صبت اهتمامها في تعليهما«مجال الزينة» مثل الرقص. الحصول علي التعليم المستنير، فقد تعلمت الأميره تحدث الفرنسيه وال المانيه واللاتينيه والانجليزيه، وقد احبت التاريخ  ودرست الأقتصاد والجغرافيا والحساب والسياسة والفن والموسيقي. وقد كان اسلوب ليهزن معها حازما ولكنها كانت تكافئها عندما تطيعها. في رحيل آخر من هذا العصر، أصبحت ليزن نادرا ما تلجأ إلى العقوبة البدنية بل إنها أقلعت عنها تماما وذلك بحسب ما شهدت به العائلته.

## فيكتوريا داخل الحكم
عندما تولت فيكتوريا الحكم في عام (1837)تمتعت ليهزن بمكانه بارزه في التتويج وظلت في المحكمة. ثم تثبتت ليهزن في قصر باكنغهام كنوع من السكرتيرة الخاصة الغير رسميه، عملت كرئيسة اتصال للمساكن الملكية، حيث حملت مفاتيح المساكن كعلامه علي منصبها؛ وعلى سبيل المثال كان توقيعها مطلوبا لسداد جميع فواتير التجار. وفي هذه النقطة تحديدا يبدو ان ليهزن حلت محل والدة فيكتوريا تماما سواء من حيث النفوذ أو المودة.فجناح ليهزن كان ملاصقا لجناح اللأميره، بينما كان جناح الدوقه كينت بعيدا كل البعد عن جناج فيكتوريا. وعلي مدي السنوات القليله الأولي من عهد فيكتوريا، وخاصة قبل زواجها من الأمير ألبرت ساكس كوبرغ غوتا عام (1840), كانت ليهزن لديها تاثير قوي في وجهة نظرالملكه ورؤيتها للأمور وخاصة في المسائل السياسيه والحياة الخاصة، بالرغم انها في الحقيقة لم تقحم نفسها بشكل علني في شئون الدولة. حتي بعد زواج الأميره احتفظت ليهزن بالمدخل الخاص الي غرفة النوم الملكية مما جعل هذا مصدر استياء لألبرت.

## إقالة ليهزن على يد الأمير ألبرت

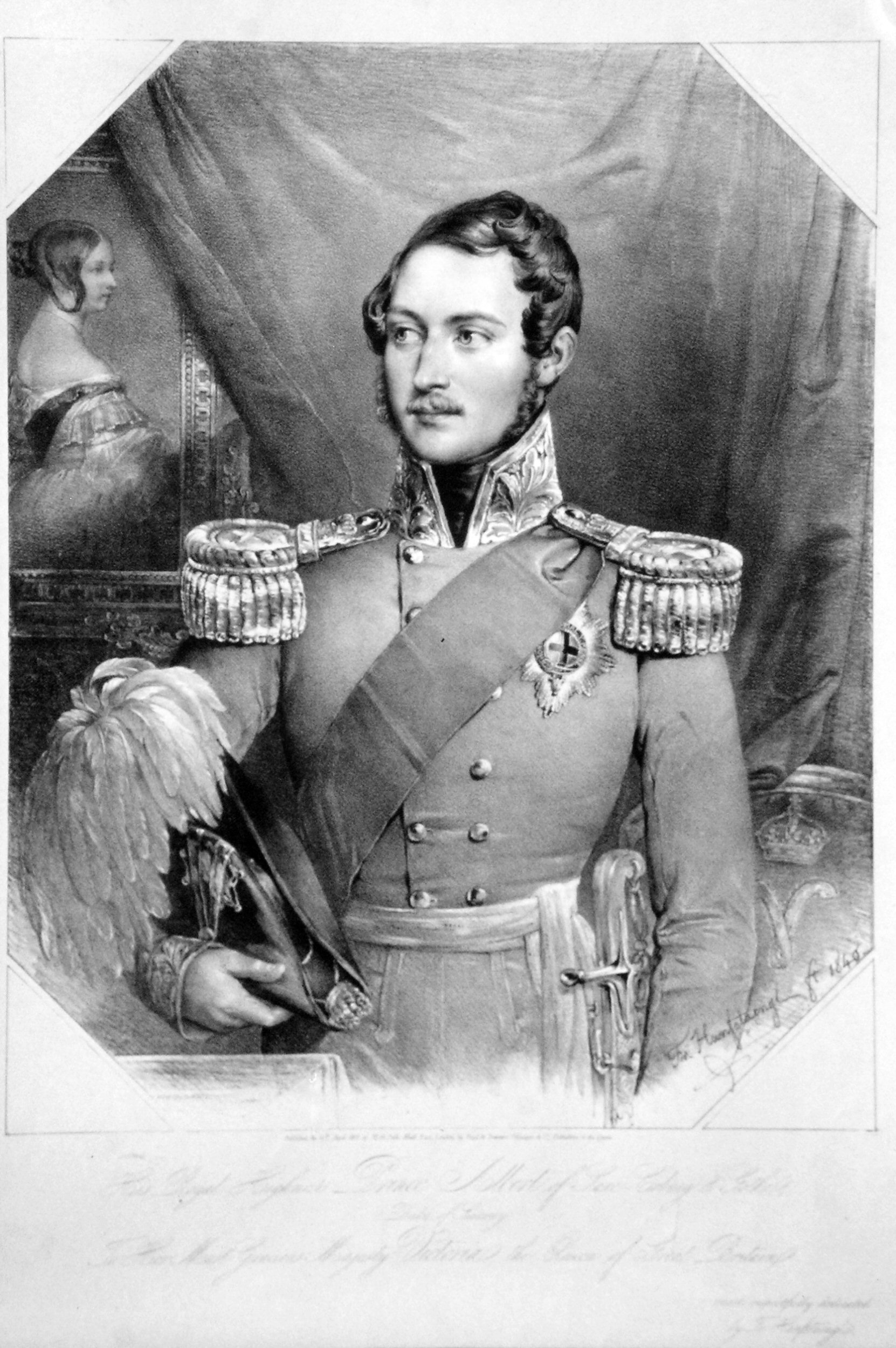
زواج فيكتوريا من الامير البرت ادي الي عدم التوافق والي اقاله ليهزن بالنهايه

سبب مجئي الأمير ألبرت تغيرات مهمه في عائلة فيكتوريا، فقد عارضت ليهزن أمل كوبرغ لزواج فيكتوريا من ألبرت مععله بذللك بأن الأميره ستكون الملكة إليزابيث الثانية التي كانت مستقله عن نفوذ الذكور. كان ألبرت متعلم جيدا وقدانهي لتوه جولته الأروبيه المسبقه بسنواته في جامعة بون.فقد استأت محكمة فيكتوريا مشاعره الألمانيه البرويتانيه. لذا أصبح كلا من ليهزن وألبرت يحملان مشاعر الكراهية إلي بعضهم البعض؛ لذا سعت ليهزن لأحباط إراده ألبرت بطرق مختلفه فقد وجدها ألبرت شخصيه بغيضه ولا تليق بمصاحبه الملكة مما جعله ينعتها «بالعجوز الشمطاء».
عندما ولدت أول طفله للأميره فيكتوريا في 21 من نوفمبر عام 1840 وثقت فيكتوريا ب ليهزن للقيام بكل الترتيبات الخاصة بموظفي الحضانة.لذللك قامت ليهزن بتولية السيده ثوثي والسيده روبرتث والسيد جيمس كلارك امور الحضانة، برغم اعتراضات الأمير ألبرت بأن كلارك ليس مناسب لهذا المنصب لأنه فقد سمعته أثناء قضيه السيده فلورا هاستينغزل في العام السابق. في النهاية أصبحت ألاميره الملكية مريضه وقد شخصها كلارك الذي يعتبر دكتور غير كفئ بأنها وعكه صحيه بسيطه وبشكل غير صحيح وصف لها الكالوميل. لكن في الحقيقة أصبحت الأميره مريضه بشكل خطير.لذللك قام ألبرت برعايه طفلته وعارض فيكتوريا بسبب قله كفاءة الموظفين المختارون من قبل البارونه. كان هناك مشكله بعد إعلان ألبرت بأنه سيترك الأمر برمته بين يدي الملكة وسيكون علي عاتقها تحمل المسئولية إذا ماتت الطفله. وبعد فترة من هذا الجدال، أزعنت فيكتوريا له وفي النهاية قامت بإقالة ليهزن متظاهره ان ذللك من اجل صحتها. كانت ليهزن بالنسبة لألبرت خادمه حاولت ان تعلو علي مكانها في الحياة، واراد من فيكتوريا ان تعتمد عليه وحده في الحياة.
تنوعت الأقاويل حول رحيل ليهزن؛ فقد لاحظ تشارلز جريفيل كاتب المحكمة أن ليهزن غادارت من أجل صحتها (حسبما قالت بأنها ستظل خمسه أو سته أشهر ولكنه من المتوقع أنها لن تعود ابدا. فقد روت جريده تايمز بنييورك أن ليهزن ببساطه كانت تزور أصدقائها في ألمانيا. بعد رحيلها لاحظ مستشار العائلة بارون ستوكمر أن هذه المسألة «لم تكن بالصعوبة الكبري لدي الأميره وأنها تمكنت في التخلص من ليهزن.» كانت ليهزن حمقاء بقدر كافي لتحديها نفوذ ألبرت ولم تكيف نفسها حول التغير الذي طرأ في منصبها...فو فعلت ذللك وتصالحت مع الأمير، كان من المحتمل أن تظل في مكانها لنهاية حياتها.

## الوفاة والإرث

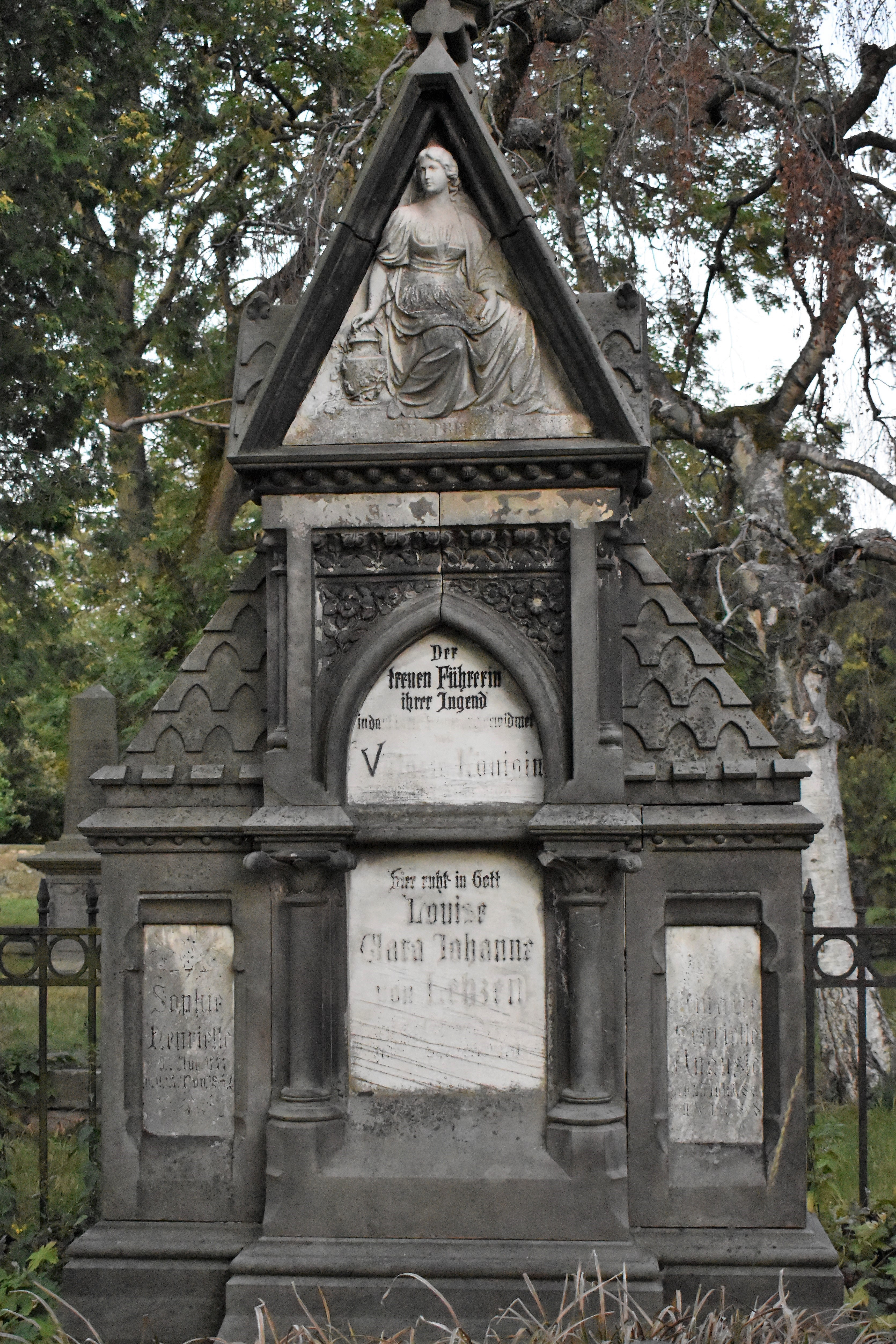
قبر لويز ليهزن الموجود في مقبرة جيتنبرغ في بوكيبورغ.

عندما أقيلت ليهزن من المحكمة عام 1842 عادت الي بلادها الأم«ألمانيا» وعاشت في بوكبيرج بالقرب من هانوفر.عاشت مع اختها بالتقاعد السخي الذي أرسلته فيكتوريا لها، وقامت بتغطية جدران منزلها بصوره الملكة . برغم وفاة اختها منذ عدة أشهر، استمرت البارونه في الدعم المادي لبنات وأبناء اختها . استمرت ليهزن في تذكر الملكة بالمودة، كما استمرت الملكة في الكتابة اسبوعيا لوصيفتها ثم بعد ذللك شهريا بناء علي رغبة ليهزن . واثناء زيارتها لألمانيه قدمت الملكة سريا لزيارتها مرتين .’توفيت البارونه ليهزن في بوكبرج في التاسع من سبتمبر عام 1870 , حيث دفنت في مقبرة جاتنبرجر .امرت الملكة فيكتوريا بتشيد نصب تذكاري لها . بعد وفاه ليهزن تحدثت الملكة فيكتوريا عن امتنانها من اجل علاقتهم، ولكنها علقت «بعد ان جلست علي العرش بذلت ليهزن أفضل المحاولات وخاصة بعد زواجي» وهذاليس)من نيه سيئه، فقط نابعه من الواجب والمودة لي .
أثناء إقامتها في المحكمة الأنجليزيه جذبت ليهزن الأنتباه خارج الأسرة المالكه بعلاقتها الوثيقه مع فيكتوريا مما أدي الي نقد الأخرين لها بسبب نفوذها مع الملكة وخاصة هولاء الذين يكرهون تأثير الألمان في المحكمة . نشرت العديد من المنشورات من قبل حزب المحافظين، الذين شكو بوجود غريب جاء الي بلادهم "والمسشارين السيئين "الذين يحيطون بفكتوريا . واحدا من المنشورات نشر كخطاب تحذيري للبارونه ليهزن جاء فيه "ان سيده اجنبيه قد احكمت الخيوط حول مؤمراه شيطانيه كان اولي ضحايها السيده فلورا"اشاره الي قضية فلورا هاستغز. أكثر إيجابيه ذات مره نشرت جريده تايمز أن ليهزن تولت منصب كبير الي حد ما وذو سريه تامه حول شخص ذو سيادة. ". كاشاره الي نفوذها السياسي التي تمتلكه في عام 1838 راجت بعض الشائعات الي توحي بأن ليهزن انتمت للحزب اليمني وأنها قد عرضت اقتراح عاجل للزواج من رئيس الوزراء اليمني "فيكونت مليورن ". وبرغم كل هذا النقد يطرح المؤرخ جيليان جيل ليهزن سئوالاوهو كيف كانت ليهزن أمينه ومدبره حتي بعد جلوس فيكتوريا علي العرش، فيبدوا أنها لم تبدي أي اهتمام للمال ولا المكانة ’وفضلا عن ذللك فقد كرست حياتها لتكون بصحبه الملكة . وأضاف المؤرخ كاي دي ريونلدز أن ليهزن كانت ذا تاثير قوي علي شخصية فيكتوريا وعلي التطورات الأخلاقيه خاصة بإعطاء الملكة إراده قويه لتبقي علي قيد الحياه في طفولتها المضطربه وشبابها كأميره . ليس كل تأثيرها كان إيجابيا ومع ذللك خمن رويونلدز أن مشكله حجره النوم التي حدثت عام 1832 تسببت في عدم رغبه فيكتوريا بالتخلي عن ليهزن . تم تصوير شخصيه البارونه ليهزن عده مرات في السينما والتلفزيون .’لعبت من قبل رنية ستوبروا عام 1936 في الفيلم الألماني Mädchenjahre einer Königin, غريتا شرودر في أفلام" فيكتوريا العظمي "و"ستون عاما المجيده "باريرا ايفرست عام 1941 في "رئيس الوزراء ",ماجدة شنايدر عام 1954 في مسلسل تليفزيوني "قصه فيكي ", اولجا فابيان في حلقه "من قاعه السمة المميزه للمشاهير ", باشينس كولير في" إدوارد السابع ",ديانا ريج في مسلسل تليفزيوني عام 2001 "فيكتوريا وألبرت "جانت هين في فيلم عاما 2009 "يونج فيكتوريا ".

## السيرة الذاتية
- Gill، Gillian (2009). We Two: Victoria and Albert: Rulers, Partners, Rivals. Ballatine Books. ISBN:978-0-345-52001-2.
- Greville، Charles (2005). The Greville Memoirs. A Journal of the Reign of Queen Victoria from 1837 to 1852, Volume 2. Elibron Classics. ISBN:1-4021-7608-2.
- Hibbert، Christopher (2000). Queen Victoria: A Personal History. HarperCollins. ISBN:0-00-638843-4.
- Hough، Richard (1996). Victoria and Albert. St. Martin's Press. ISBN:0-31214-822-4.
- Hubbard، Kate (2012). Serving Victoria: Life in the Royal Household. HarperCollins. ISBN:978-0-06-226991-1.
- Pakula، Hannah (1997). An Uncommon Woman: The Empress Frederick, Daughter of Queen Victoria, Wife of the Crown Prince of Prussia, Mother of Kaiser Wilhelm. Simon and Schuster. ISBN:0-684-84216-5.
- Rappaport، Helen (2003). Queen Victoria: A Biographical Companion. ABC-CLIO. ISBN:0-316-63003-9.
- Reynolds، K.D. (2004). "Lehzen, (Johanna Clara) Louise, Baroness Lehzen in the Hanoverian nobility (1784–1870), royal governess". قاموس أكسفورد للسير الوطنية (ط. أونلاين). دار نشر جامعة أكسفورد. DOI:10.1093/ref:odnb/37665. (يتطلب وجود اشتراك أو عضوية في المكتبة العامة في المملكة المتحدة)
- Schomp، Virginia (2010). Victoria and Her Court. Marshall Cavendish Corporation. ISBN:978-1-60870-028-8.
- Stewart، Jules (2011). Albert: A Life. I.B. Tauris & Co. Ltd. ISBN:978-1-84885-977-7.
- Williams، Kate (2010). Becoming Queen Victoria: The Tragic Death of Princess Charlotte and the Unexpected Rise of Britain's Greatest Monarch. Ballatine Books. ISBN:978-0-345-46195-7.
- Williamson، David (1897). Queen Victoria: A Souvenir of the Record Reign. William Bryce.
- Wilson، A.N. (2014). Victoria: A Life. Penguin Books. ISBN:978-0-14-312787-1.